# Герб Уральска
Герб Уральска (каз. Орал қаласының елтаңбасы) — один из официальных символов Уральска, Казахстан.

## Описание
Щит герба представляет прямоугольник (соотношение сторон 2:3); верхняя часть зубчатая, нижняя грань с округлёнными углами.
На щитовом поле расположены две дугообразные линии синего цвета, на пересечении в центре овал (шанырак). Дуги разделяют поле щита на 4 плоскости, нижняя часть — синяя, верхняя — жёлтая, левая и правая — зелёные.
В почётном месте (в жёлтой плоскости) находится серебристо-белый конь.

## Символика
Зубчатая верхняя грань символ города на границе двух государств (России и Казахстана), двух частей света (Европы и Азии). Две дугообразные линии синего цвета — две реки региона. Овал, расположенный в месте пересечения дуг — символ единения и слияния культур Европы и Азии. Конь – символ свободы, прогресса, движения вперёд, а также как неотъемлемый спутник степных народов.
Синий — принадлежность города к Казахстану (цвет флага). Зелёный — символ природных ресурсов города (зелёную зону, газ, нефть), символ цветения, изобилия. Жёлтый — цвет разума и богатства, символ Великой степи.

## История
Герб 1878 года

Герб Уральской области 1878 года

5 июля 1878 года утверждён герб Уральской области, который принято считать первым гербом Уральска:
В зелёном щите, три серебряные горы, на которых поставлены на средней золотая булава, а на крайних золотые же бунчуки, на которых таковые же полумесяцы, концами вверх, увенчанные золотыми же остриями от копья. В лазуревой волнообразной оконечности щита серебряная рыба. Щит увенчан древнею Царскою короною и окружён золотыми дубовыми листьями, соединёнными Александровскою лентою.
Герб 1969 года
8 мая 1969 года решением № 315 исполкома Уральского городского Совета депутатов трудящихся утвердили новый герб Уральска.
На лазурном щите в центре находится малый щиток, который венчают зубцы. Находящиеся в малом щите 2 голубые волнистые полосы образуют букву «У», в которую вписана серебристая рыба. Промежуток, образуемый сливающимися очертаниями буквы «У», заполнен государственным флагом Казахской ССР. Нижняя часть малого щита обрамлена колосьями.
Герб 2010 года
Современный герб Уральска был разработан творческой группой «Women Art Дизайн» (Алексеева Р.В., Брикс Н.К., Ермеккалиева М.С.) в 2003 году; авторские права коллектива подтверждены свидетельством Комитета по правам интеллектуальной собственности Министерства Юстиции РК №1818 от  декабря 2010 года.